# Ixodes holocyclus
Ixodes holocyclus, conocida comúnmente como la garrapata australiana de la parálisis, es una de alrededor de 75 especies de garrapatas de la fauna de Australia y es considerada como la de mayor importancia médica. Puede producir parálisis al inyectar una neurotoxina en el hospedador. Se encuentra usualmente en una banda de 20 kilómetros de ancho siguiendo la costa oriental de Australia. Dentro de esta área biogeográfica, Ixodes holocyclus es la garrapata más frecuentemente encontrada por los humanos y sus mascotas. Como esta área además contiene la mayoría de las más densamente pobladas regiones, los incidentes de picaduras a la gente, mascotas y ganado son relativamente comunes.
Las garrapatas de la parálisis se encuentran en muchos tipos de hábitats particularmente en áreas de altas precipitaciones tales como bosque esclerófilo húmedo y bosque templado húmedo. Los hospedadores naturales para esta garrapata incluyen koalas, quoles, bandicuts, zarigüeyas y canguros.